# Vương quốc Nakhon Si Thammarat
Vương quốc Nakhon Si Thammarat (hay vương quốc Ligor) là một trong những tiểu quốc (mueang) Mã Lai kiểm soát một phần lớn bán đảo Mã Lai, sau bị người Xiêm thôn tính gộp vào Sukhothai.
Sử người Việt thời nhà Nguyễn ghi lại xứ này là nước Tam Hoạt.
Nhiều nhà sử học cho rằng vương quốc Tambralinga trong sử sách Trung Hoa là tiền thân của Nakhon Si Thammarat. Bia đá Ramkhamhaeng của người Thái thì ghi rằng năm 1283 (hay năm 1292) Nakhon Si Thammarat là chư hầu của Sukhothai. Sang triều vua Trailok năm 1468 thì Nakhon Si Thammarat được liệt kê là một trong 8 thành phố vĩ đại (phraya naha nakhon) thuộc Ayutthaya. Triều vua Naresuan thì Thammarat là một trong những tỉnh hạng nhất (mueang ek).
Sau khi vương quốc Ayutthaya sụp đổ, Nakhon Si Thammarat độc lập trong một thời gian ngắn nhưng không lâu sau thì bị Taksin đánh chiếm trong công cuộc thống nhất Thái Lan.
Theo Đại Nam thực lục thì sứ thần Tam Hoạt là Giáp Tất Đơn Điền Hòa đến yết kiến vua nhà Nguyễn, được ban lọng vàng và một vạn cân gạo.
Với cuộc cải cách thesaphiban của hoàng thân Damrong Rajanubhab cuối thế kỷ 19, vương quốc này cuối cùng bị sáp nhập vào Xiêm. Một đơn vị hành chính mới có tên gọi monthon (đạo) được lập ra; mỗi đạo cai quản nhiều tỉnh. Theo đó thì vua Xiêm cho lập Monthon Nakhon Si Thammarat vào năm 1896, bao gồm vùng đất miền Đông bán đảo Mã Lai, nay là các tỉnh Songkhla, Nakhon Si Thammarat và Phatthalung.